# Partit Socialista de l'Uruguai
El Partit Socialista de l'Uruguai (PS) és un partit polític uruguaià d'orientació socialista que forma part de la coalició política del Front Ampli. Va ser fundat el 1910. El seu principal dirigent des d'aquest llavors va ser el doctor Emilio Frugoni, el principal precursor de les idees socialistes a l'Uruguai.

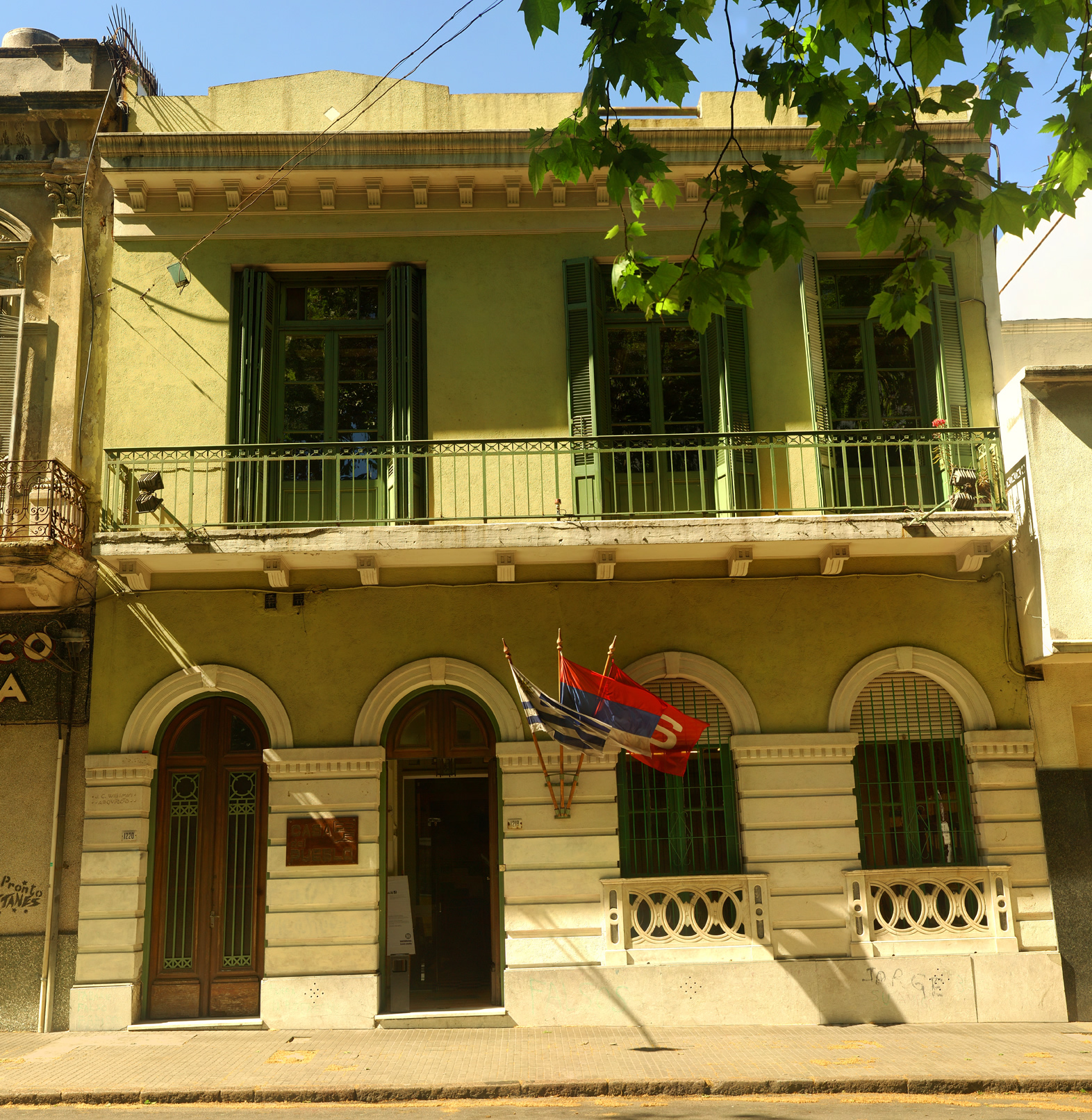
Imatge de Casa del Pueblo.

A mitjan dècada de 1950 es va iniciar una renovació política i ideològica. El PS es va distanciar de les posicions d'Emilio Frugoni, properes a la socialdemocràcia europea, i es va unir a posicions tercermundistes, a partir de la influència de Vivian Trías. El 1960 el PS va trencar amb la Internacional Socialista (IS), rebutjant la política de la seva secció francesa a Algèria. El PS va tornar a sol·licitar l'ingrés a la IS el 1999. Actualment és membre ple de la Internacional Socialista.
En les eleccions de 1962 el PS va realitzar una aliança amb sectors escindits del Partit Nacional liderats per Enrique Erro, formant la Unió Popular (UP). En aquesta elecció el PS va perdre la seva representació parlamentària. Les diferències respecte a aquesta tàctica electoral, van determinar l'allunyament d'Emilio Frugoni, qui va decidir fundar el Moviment Socialista.
El 1971 el PS va participar de la fundació del Front Ampli, al costat del Partit Demòcrata Cristià de l'Uruguai, del Partit Comunista, i sectors escindits dels partits tradicionals.
La dictadura cívic-militar instaurada el 27 de juny de 1973 va il·legalitzar al Partit Socialista, que va recuperar la seva legalitat el 1984.
Actualment el PS forma part de la coalició esquerrana que va assumir el govern l'1 de març de 2005, coneguda com a Encuentro Progresista-Frente Amplio-Nueva Mayoría (EP-FA-NM), actualment Front Ampli. Des del 2001 fins al present (2009) ho dirigeix Reinaldo Gargano, actual senador de la República pel seu partit i exministre de Relacions Exteriors (2005-2008).
El primer diputat socialista titular va ser Emilio Frugoni; la primera diputada titular, Daisy Tourné; i la primera senadora titular, Mónica Xavier. El seu actual Secretari General és Eduardo (Lalo) Fernández.
El local principal i seu històrica del Partit Socialista de l'Uruguai ha estat "La Casa del Poble", que va ser fundada a començaments del segle xx per obrers de la construcció i a partir de 1910, quan es va fundar el Partit Socialista de l'Uruguai, va passar a ser la seu de tots els socialistes d'aquest país. Avui n'hi ha una Casa del Poble en gairebé tots els departaments de l'Uruguai i en molts barris de Montevideo.